# Tomopterna elegans
Espèce
Synonymes
- Arthroleptis elegans Calabresi, 1927

Statut de conservation UICN

 LC  : Préoccupation mineure
Tomopterna elegans est une espèce d'amphibiens de la famille des Pyxicephalidae.

## Répartition
Cette espèce est endémique du nord-est de la Somalie.

## Taxinomie
Cette espèce a été relevée de sa synonymie avec Tomopterna cryptotis par Zimkus et Larson en 2011 où il avait été placé par Benedetto Lanza en 1978.

## Publication originale
- Calabresi, 1927 : Anfibi e rettili raccolti nella Somalia dai Proff. G. Stefanini e N. Puccioni (Gennaio-Luglio 1924). Atti della Societa Italiana di Scienze Naturali e del Museo Civico di Storia Naturale di Milano, vol. 66, p. 14-60.